# ДР1
ДР1 (Дизель-поезд Рижский, 1-й тип) — серия советских дизель-поездов Рижского вагоностроительного завода. Дизель-поезд ДР1 базовой модели является первым серийным дизель-поездом, созданным в СССР.

## История выпуска и создания модификаций

### ДР1 (первый вариант)
В начале 60-х на железные дороги СССР поступили дизель-поезда серии Д венгерского производства. Изучив зарубежный опыт, СССР начал разработку отечественных дизель-поездов.
В 1963 году Рижский вагоностроительный завод (РВЗ) построил первый отечественный дизель-поезд серии ДР1. Проект дизель-поезда был выполнен под руководством ведущего конструктора П. И. Курдюмова.
Чертёж дизель-поезда получил номер 301.00.00.000 (модель 63-301), моторного вагона — 302.00.00.000 (модель 63-302), прицепного вагона — 303.00.00.000 (модель 63-303).
В конце 1963 года был построен второй поезд серии, а в 1964—1965 годах ещё несколько дизель-поездов.
В течение 1964 года ЦНИИ МПС проводил тягово-эксплуатационные испытания второго дизель-поезда на Прибалтийской железной дороге, показавшие удовлетворительные тяговые и динамические свойства нового вида подвижного состава. По результатам испытаний началось серийное производство дизель-поездов ДР1.
Всего до 1966 года было построено восемь таких составов (с номерами с 01 по 08), после чего был произведён рестайлинг, и продолжился выпуск ДР1 уже обновлённого дизайна.
По состоянию на начало-середину 2010-х годов известно о сохранении двух головных вагонов этих поездов в частично разукомплектованном проржавевшем состоянии. Один из вагонов с неустановленным номером без тележек находится на территории Крюковского вагоностроительного завода, другой вагон 1 от поезда 05 находится на территории депо Азейского погрузочно-транспортного управления компании «Востсибуголь».

### ДР1, ДР1М (рестайлинг)
С 1966 года ДР1 (начиная с поезда № 09) получили изменения в планировке мест для пассажиров, а также новую форму головной части (кабины машиниста), которая была выполнена по типу головных частей опытного дизель-поезда ДР2.
Известно, что на табличках таких поездов встречалось обозначение «ДР-1М» (например, на поезде № 010), однако такое обозначение не прижилось — в маркировке на кузовах вагонов буквы М не наблюдалось. В литературе подобных обозначений не обнаружено.
Кузова вагонов ДР1 были выполнены в габарите 02-ВМ («еврогабарит»), как и кузова дизель-поездов Д и Д1. По одной из версий, таким образом должен был обеспечиваться беспроблемный проход дизель-поезда через старые железнодорожные сооружения западной части СССР, которые строились по европейским стандартам до того, как эти территории вошли в состав СССР.
В процессе выпуска дизель-поездов в их конструкцию и дальше вносились отдельные изменения. В 1967 году незначительно изменилось внешнее оформление головных вагонов, и дизель-поезда ДР1 обрели привычный для них вид. Суть изменений состоит в том, что, начиная с состава ДР1-014, буферные фонари были установлены в прямоугольные короба. В конце 1960-х годов подобное решение также внедрено РВЗ на экспортных электропоездах ЭР25, позже, например, на опытных электропоездах ЭР22М, ЭР22В и серийных ЭР2 и ЭР9П.
Обновлённые ДР1 строились до 1970 года включительно, с присвоением номеров от 09 до 029 и от 031 до 053. Всего (с учётом восьми поездов первого образца) было построено 52 состава ДР1, после чего завод перешёл на серийное производство версии ДР1П.
- ДР1-011 на станции Решетниково
- ДР1-045 (головной вагон) в депо Орша
- ДР1-045 (головной вагон) в Брестском музее
- ДР1-052 на станции Орша-Центральная

### ДР1П
На поезде № 030 в 1969 году не ставились вспомогательные дизели, а генераторы приводились в действие основными дизелями. Такие дизель-поезда получили название ДР1П (приводной, модель 63-319).
Поезда ДР1П выпускались серийно с 1970 по 1976 год, с присвоением номеров от 054 до 122, а также внеочередных номеров от 400 до 404. Эти внеочередные номера были присвоены пяти двухсекционным поездам с композицией 2×(Мг+Пп+Пг). Если считать каждый такой состав за один поезд, то всего было выпущено 75 поездов ДР1П.
- ДР1П-099
- ДР1П с головными вагонами от ДР1П-085 и ДР1П-403 на стации Орша

### ДР1А
В 1973 году был построен первый дизель-поезд ДР1А-405, генератор которого мог работать как стартер дизеля. Он получил внеочередной номер, и, как и ДР1П 400-х номеров, имел композицию 2×(Мг+Пп+Пг). Серийные поезда ДР1А, производство которых началось в 1976 году, продолжили сквозную нумерацию серии (ДР1А-123 и т. д.), и обычно поставлялись в классической (односекционной) компоновке. В 1977 году был выпущен опытный дизель-поезд ДР1А-144 (первоначальное обозначение ДР1Б), цепи управления которого дублировались аппаратурой, содержащей бесконтактные логические элементы. В 1979 году был построен опытный дизель-поезд ДР1А-168, имеющий прожектор под лобовыми стёклами и получивший кабины машиниста спрямлённой формы, аналогичные применённым на построенном позже опытном дизель-поезде ДР6. Также изменилось расположение красных буферных фонарей (два фонаря располагались сразу под лобовыми стёклами). Однако производство поездов ДР1А с подобными кабинами началось уже после распада СССР в 1993 году начиная с поезда ДР1А-318. Прожектор был возвращён на место над лобовыми стёклами; также были возвращены на привычные места красные буферные фонари.
Дизель-поезда ДР1А (модели 63-323, 63-341, 63-349) выпускались до 1998 года.
Последний состав (ДР1А-333) был заложен в семивагонной составности Мг + 5Пп + Мг. Четыре прицепных вагона были впоследствии переоборудованы для использования в составах ДРБ1. Дальнейшая судьба состава неизвестна. Если не считать ДР1А-333, а каждый двухсекционный состав считать за один поезд, то всего было выпущено 211 составов ДР1А. Кроме этого, РВЗ выпустил два отдельных вагона Мг, присвоив им номера 4501 и 4511; позже они вошли в состав трёхвагонных дизель-поездов.
- ДР1А-222, перегон Трепе — Ливаны, Ливанский край
- ДР1А-290
- Трёхвагонный ДР1А-312 с двумя головными моторными вагонами
- ДР1А-168 в депо Засулаукс — первый ДР1А с угловатой кабиной
- ДР1А-311-198 с угловатой кабиной машиниста, прицепной головной вагон без служебного тамбура
- ДР1А-319 с угловатой кабиной машиниста

### ДР1Б (серия 500)
В дальнейшем производство дизель-поездов серии ДР1 было возобновлено только в 2005 году. Модификация выпускалась под заказ Белорусской железной дороги (БЧ) под обозначением ДР1Б (белорусский, модель 63-555). Поскольку нумерация этих составов не продолжилась непосредственно с прошлых номеров, а началась сразу с номера 500, эта модель часто упоминается как «ДР1Б 500-й серии» — чтобы не путать с модернизированными ДР1А в Эстонии (обозначенными ДР1Б) и бывшим ДР1Б-144.
Всего в период с 2005 по 2012 год было построено 17 поездов этой модификации, причём последние два получены разделением набора из пяти вагонов для одного состава (ДР1Б-515, в служебной комплектации).
Поезда с номерами 500—514 (15 составов), построенные с 2005 по 2008 год, поступили на Белорусскую железную дорогу; из них три поезда (с номерами 500, 501 и 506) были построены в шестивагонной составности (Мг+4Пп+Мг), а остальные — в трёхвагонной с прицепным головным вагоном (Мг+Пп+Пг). В 2011—2012 годах был построен ещё один состав (ДР1Б-515) с дополнительными головными вагонами. Заказ выполнен в служебной комплектации для руководства Октябрьской железной дороги. В результате были сформированы два самостоятельных состава. При этом номер одного из них был изменён добавлением цифры 1 в его начало (предположительно для того, чтобы избежать путаницы). Поезд с номером 515 стал двухвагонным (в композиции Мг+Пг), с номером 1515 — трёхвагонным (в композиции Мг+Пп+Мг). Эти поезда имеют ряд конструктивных отличий от поездов для Белорусской ЖД — у головных вагонов отсутствуют передние пассажирские тамбуры (за счёт чего увеличена длина салона), двери в тамбурах одностворчатые прислонно-сдвижные и имеются только с левой стороны тамбура (по направлению от края вагона к его центру), окна салона тонированы и снаружи имеют стеклянную поверхность без разрыва. Также изменена планировка салонов: вместо пассажирских кресел в вагонах имеются отделённые перегородками купе класса люкс и кухня с боковым проходом, часть пространства занимает комната для переговоров.
- ДР1Б 500-й серии в серой окраске на станции Минск-Пассажирский
- ДР1Б-505 в стандартной окраске
- Служебный ДР1Б-1515 на станции Лихоборы Московской окружной железной дороги

## Общие сведения
Дизель-поезда ДР1 всех модификаций предназначены для пригородных или региональных пассажирских перевозок на неэлектрифицированных железнодорожных линиях колеи 1520 мм с низкими и высокими платформами.

### Составность
Обычно дизель-поезда серии ДР1 поставлялись в композиции из двух моторных головных вагонов (Мг), имеющих силовую установку и кабину управления, и четырёх прицепных промежуточных вагонов (Пп), составленных по схеме Мг + 4×Пп + Мг. Количество вагонов Пп могло быть меньше, а иногда и больше четырёх. Например, опытный образец ДР1 (ДР1-01) был поставлен в четырёхвагонной составности, а предпоследний состав ДР1А-332 был построен в семивагонном исполнении; аналогичная составность была предусмотрена для последнего поезда ДР1А (ДР1А-333).
Также некоторые поезда были поставлены в двухсекционном исполнении — в композиции (Мг + Пп + Пг) + (Пг + Пп + Мг), где Пг — прицепной головной вагон. По сути, такой состав представляет собой два трёхвагонных дизель-поезда, для которых предусмотрена возможность эксплуатации по системе двух единиц; однако весь шестивагонный состав получал один номер, то есть оформлялся как один поезд. Однако, после появления в 2005 году модификации ДР1Б, некоторые составы поставлялись в композиции Мг + Пп + Пг с индивидуальными номерами и без объединения в один поезд (например, трёхвагонные ДР1Б-502 и ДР1Б-503). На лобовых частях вагонов ДР1Б не наблюдается соединительных устройств, обеспечивающих работу по СМЕ.
Эксплуатация возможна в композициях Мг+0..5×Пп+Мг, а также 2×(Мг+0..1×Пп+Пг) и Мг+0..1×Пп+Пг. В зависимости от величины пассажиропотоков эксплуатируют обычно шестивагонные поезда (схемы компоновки Мг + 4×Пп + Мг и 2×(Мг + Пп + Пг)), либо трёхвагонные поезда (схемы компоновки Мг + Пп + Мг и Мг + Пп + Пг). Известны случаи двухвагонной компоновки по схеме Мг + Пг, обычно для служебных поездок, а также доработанные поезда МДП.

### Технические характеристики
- Осевая формула:
  - Моторного вагона — 20—2;
  - Прицепного вагона — 2—2;
- Размеры вагонов:
  - Длина:
    - Моторного вагона — 26 012 мм;
    - Прицепного вагона — 25 582 мм;

  - Ширина — 3120 мм;
  - Высота — 4465 мм;
- Масса тары вагонов[к 2]:
  - Моторного вагона — 53,5 т;
  - Прицепного вагона — 33,7 т;
- Пассажировместимость, чел. — 632 (для шестивагонного состава);
- Полная мощность двигателей — 2×736 кВт;
- Конструкционная скорость — 33 м/с (120 км/ч);
- Ускорение (до скорости 25 км/ч) — 0,54 м/с2[к 2];
- Диаметр колёс — 950 мм.

### Нумерация и маркировка
Система нумерации и маркировки, применённая на поездах серии ДР1, во многом аналогична принятой для электропоездов РВЗ тех же лет выпуска. Составы получали номера двухзначного написания (начиная от 01 до 09 включительно), а с номера 010 — трёхзначного. Маркировка на лобовой части головных вагонов выполнялась в форматах, соответственно, ДР-1-ХХ (для партии с номерами от 01 до 08 включительно), далее без тире после букв «ДР» (ДР1-XX; с номера 010 — ДР1-XXX), ДР1П-XХХ, ДР1А-ХХХ, ДР1Б-ХХХ, где ХХ (или ХХХ) — номер состава (без указания номера вагона). Известны также случаи маркировки на лобовой части с указанием номера вагона, но такой вариант, предположительно, не является заводским. Маркировка выполнялась под лобовыми стёклами в центре.
Каждый вагон состава получал свой номер, в котором первые цифры означали номер состава, последняя — номер вагона по комплекту. Маркировка с номерами вагонов выполнялась под окнами посередине вагона и отличалась добавлением цифры номера вагона в тот же формат. Однако, в отличие от системы для электропоездов (где моторные вагоны получали чётные номера, а прицепные — нечётные), для дизель-поездов серии ДР1 нечётные номера получали головные вагоны (то есть Мг и Пг), а чётные — промежуточные (Пп). При этом вагоны Мг получали номера 1 и 3, вагоны Пг — номера 5 и 7, вагоны Пп — номера 2, 4 и далее. Например, маркировка первого моторного головного вагона дизель-поезда ДР1-053 будет ДР1-0531; одного из промежуточных (прицепных) вагонов того же состава будет ДР1-0534; одного из прицепных головных вагонов дизель-поезда ДР1А-405 будет ДР1А-4057 и т. д. Маркировка этих номеров могла быть также, например, через точку или тире перед последней цифрой (например, 254.3, 312-3), или иными небольшими изменениями, но все эти отклонения, вероятно, допущены при ремонте (перекраске) вагонов.
Из этого правила есть некоторые исключения. Например, в связи с тем, что для нестандартного состава ДР1Б-515, помимо вагона Пп, были изготовлены три вагона Мг и один Пг, один моторный вагон получил номер 7.
При переоборудовании в процессе эксплуатации промежуточных вагонов ДР1А в головные (Пг) номера вагонов обычно не менялись.
Также под лобовыми стёклами составов ДР1 и ДР1П в центре (над номером) закреплялся логотип РВЗ того времени (пятиконечная звезда с двумя крыльями по бокам и буквами «РВЗ» сверху). В начале 1970-х годов на ДР1П на том же месте стал закреплялся новый логотип (буквы «RVR»); аналогично поступали и с последующими модификациями.

## Конструкция

### Механическое оборудование

#### Кузов и внутреннее оборудование
- Кузова вагонов цельнометаллические сварные, несущей конструкции.
- Рама кузова без хребтовой балки; состоит из двух консольных частей, соединённых продольными балками, и набора поперечных элементов.
- Консольные части собраны из сварных балок замкнутого сечения и гнутых профилей.
- Поперечные элементы рамы моторного вагона выполнены из швеллера, а прицепного — из профилей z-образного сечения.
- Продольные балки рамы состоят из гнутого швеллера, угольника и диафрагмы, обшитых гнутыми несущими листами.
- Крыша, боковые и торцовые стены состоят из каркаса и листов обшивки.
- Для монтажа оборудования силовой установки в крыше моторного вагона над машинным отделением имеется люк.
- Поезда максимально унифицированы и отличаются лишь величиной напряжения в цепях управления, комфортабельностью и некоторыми другими усовершенствованиями.
- Внутренняя поверхность кузова покрыта слоем противошумной мастики.
- В перегородках и дверцах машинного отделения моторных вагонов применена усиленная звукоизоляция.
- Внутренняя обшивка стен и потолка выполнена из слоистого пластика; пол покрыт линолеумом.
- Вагоны имеют по две задвижные двери с каждой боковой стороны. Двери открываются и закрываются автоматически, централизованно из кабины управления.
- Пассажирский салон головных вагонов имеет по 7 широких боковых окон, а промежуточных — 13; машинное отделение имеет 4 удалённых друг от друга узких окна. У прицепных головных вагонов на месте машинного отделения имеется салон с 3 широкими окнами и одним узким с задней стороны, между ним и кабиной также имеется служебный тамбур машиниста. В некоторых вариантах головных вагонов служебный тамбур за кабиной может отсутствовать, в этом случае его пространство может использоваться для удлинения переднего салона на одно узкое окно спереди, либо могут быть установлены 4 широких окна.

- Лобовая часть головного вагона ДР1АМ-254
- Головной вагон ДР1-045 сзади
- Торец промежуточного вагона ДР1П

- Головной вагон ДР1А сбоку
- Пассажирские двери
- Промежуточный вагон ДР1П сбоку

#### Тележки
Каждый вагон имеет две двухосные тележки. Ведущая и поддерживающая тележки моторного вагона аналогичны по конструкции тележкам прицепного вагона, за исключением ведущих колёсных пар. У ведущих тележек колёсные пары имеют двухступенчатые осевые редукторы. Первая ступень редуктора выполнена цилиндрической, вторая — конической.
Тяговые и тормозные усилия передаются с рамы тележки на кузов вагона при помощи шкворня и тяговых поводков.

### Тормозное пневматическое оборудование
- Вагоны дизель-поезда оборудованы механическим дисковым тормозом с электропневматическим или пневматическим управлением и ручным приводом.
- Ступицы с тормозными дисками напрессованы на оси колёсных пар, к ступицам прижимаются специальные колодки.
- В каждом вагоне установлено по четыре крана экстренного торможения.
- Ручным тормозом оборудованы ведущие тележки моторных и одна из тележек прицепных вагонов, кроме имеющей автоматический тормоз.
- Пневматическое оборудование вагонов осуществляет питание:
  - аппаратов дистанционного управления дизелем и гидропередачей, системы пескоподачи;
  - цилиндров привода дверей, стеклоочистителей;
  - системы подачи звуковых сигналов.

### Силовая установка
В машинном отделении головного моторного вагона установлены дизельный двигатель и гидропередача, смонтированные на общей раме на амортизаторах.

#### Дизельный двигатель
На дизель-поездах применяется V-образный 12-цилиндровый четырёхтактный дизельный двигатель М756Б (12ЧН18/20) производства ленинградского завода «Звезда», применяемый также на тепловозах ТГ16 и ТГ102, а также на автомотрисах АЧ2. Двигатель имеет турбонаддув от одного турбокомпрессора. Смазка дизеля с сухим картером, то есть масло откачивается из картера дизеля и находится в отдельном масляном баке. Максимальная мощность дизеля составляет 736 кВт (1000 л. с.) при 1500 об/мин, удельный расход топлива — 215 г/кВт•ч. Длина двигателя составляет 2405 мм, ширина — 1240 мм, высота — 1475, масса — 2000 кг.

#### Гидропередача
Впереди дизеля в машинном отделении установлена гидродинамическая передача ГДП-1000 производства Калужского машиностроительного завода. Гидропередача осуществляет соединение дизеля с колёсными парами ведущей тележки в режиме тяги без сплошной жёсткой связи с передачей усилия через турбинное масло и разъединяет их при стоянке поезда или его следовании не в режиме тяги. Нижняя часть коробки передач выступает из-под днища головного вагона и передаёт вращение через карданный вал к осевым редукторам передней тележки.
Гидропередача многоциркулярная, имеет поочерёдное заполнение и опорожнение гидроаппаратов и автоматическое электрогидравлическое управление. Коробка передач состоит из повышающего редуктора, двух гидротрансформаторов и реверсивного механизма. Гидротрансформаторы преобразуют крутящий момент дизеля с оптимальным использованием его мощности, обеспечивая плавное трогание с места и изменение скорости движения в зависимости от мощности, получаемой от дизеля. Средний КПД передачи в рабочем диапазоне скоростей движения составляет порядка 83 %. Масса гидропередачи составляет 3350 кг.

### Электрооборудование

#### Питание бортовой электросети
Бортовая сеть дизель-поезда ДР1 (в том числе цепи управления) питается постоянным током напряжением 75 В от вспомогательного генератора типа КГ-12,5 мощностью 5 кВт, приводимого во вращение от дизеля. Автоматическое поддержание напряжения 69…75 В на генераторе осуществляется контактным вибрационным регулятором напряжения типа ТРН1А, изменяющим ток обмотки независимого возбуждения генератора. При остановленном дизеле или неисправном вспомогательном генераторе бортовая сеть питается от аккумуляторной батареи типа 6СТЭН-140И моторного вагона. Эта батарея используется и для запуска дизеля: при запуске дизеля от неё получает питание стартер типа ЭС-1, осуществляющий раскрутку коленчатого вала дизеля. Такой же стартер применялся на тепловозах ТГМЗА, ТГМЗБ, ТГМ4, ТГМ6А. Цепи электропневматического тормоза, локомотивной сигнализации, оповестительной установки и радиостанции питаются напряжением 50 В постоянного тока (как и на рижских электропоездах серий ЭР) от отдельного плюсового вывода аккумуляторной батареи.
Отключение аккумуляторной батареи от цепей 75 В и 50 В в нерабочем состоянии поезда осуществляется 3-полюсным рубильником батареи (обозначение по схеме ВкБ). Рубильник установлен на каждом моторном вагоне. При его выключении напряжение батареи подаётся только в цепи освещения переднего шкафа и к 3 розеткам (одна в машинном отделении, две под вагоном). Также к аккумуляторной батарее напрямую подключена розетка для заряда батареи от внешнего источника. Напряжение в бортовой сети 75 В измеряется вольтметром моторного вагона.
Для питания ряда вспомогательных электроцепей на каждом моторном вагоне был установлен вспомогательный дизель-генератор типа 3Э-16А. Он состоял из дизеля типа 6РЧ-7Д производства Рижского дизельного завода и генератора типа ГМ-20А, приводимого во вращение от этого дизеля. При работающем дизеле генератор мощностью 20 кВт вырабатывал трёхфазный переменный ток напряжением 230/400 В частотой 50 Гц для питания цепей главного освещения, вентиляции и отопления одного моторного и одного прицепного вагонов.
На дизель-поездах ДР1П питание цепей главного освещения, вентиляции и отопления стало осуществляться не переменным током 230/400 В от вспомогательного дизель-генератора, а постоянным током 110 В от генератора постоянного тока. При этом вспомогательный дизель-генератор убрали, а в качестве генератора для освещения установили стартер-генератор типа СТГ-7 мощностью 41 кВт, приводимый во вращение от дизеля. Этот стартер-генератор работал только в режиме генератора. Для измерения напряжения на нём на моторном вагоне был установлен отдельный вольтметр. Автоматическое поддержание напряжения 110 В (±3 %) на генераторе осуществляется бесконтактным электронным регулятором напряжения типа АРНТ-7, изменяющим ток обмотки возбуждения генератора. Генератор СТГ-7 также применялся в режиме стартер-генератора на тепловозах 2ТЭ116 до № 184.
На дизель-поездах ДР1А (серийно выпускавшихся с 1976 года) питание почти всех электрических цепей стало осуществляться постоянным током 110 В от стартер-генератора типа СТГ-7. Поэтому на ДР1А стали применять аккумуляторные батареи типа 6СТЭН-140М с номинальным напряжением 96 В, а вспомогательный генератор КГ-12,5 на 75 В был убран (вместе с регулятором напряжения ТРН1А и вольтметром на 75 В). Если на ДР1П генератор СТГ-7 работал только в режиме генератора, то на ДР1А он стал работать и в режиме электростартера при запуске дизеля. Это позволило убрать на ДР1А стартёр ЭС-1. С поезда ДР1А № 210 стартер-генератор СТГ-7 заменили на 4ПСГ-У2.
Всё электрическое оборудование вагонов имеет соответствующую защиту от перегрузок, коротких замыканий и заземлено.

#### Освещение
Вагоны освещаются лампами накаливания от сети постоянного тока напряжением 110 В, в пассажирских салонах светильники расположены в два ряда над диванами. Предусмотрено дежурное освещение салонов и тамбуров, машинного отделения, ходовых частей и шкафов с электрооборудованием.

### Вентиляция и отопление
Система вентиляции пассажирских салонов приточно-принудительная непрерывного действия. Состоит из жалюзи с фильтрами, вентиляционных агрегатов и воздушных каналов.
- В каждом моторном вагоне установлено по одному, а в прицепном — по два вентиляционных агрегата. Эти агрегаты расположены в чердачном помещении над тамбуром.
- Наружный воздух засасывается через жалюзи, очищается от механических примесей в металлическом промасленном фильтре и подаётся вентиляторами в расположенный на потолке канал, из которого через распределительные насадки поступает в пассажирское помещение.
- Воздух удаляется из салона через жалюзи в торцевых раздвижных дверях и через открытые двери при выходе пассажиров.
- Кабина управления вентилируется встречным потоком воздуха через два вентиляционных патрубка, а также через открытые боковые окна.
- В служебном и туалетном помещениях установлены дефлекторы.

Предусмотрено три режима работы вентиляционной системы: летний, переходный и зимний. При летнем режиме в каждый вагон поступает не менее 9000 м³/ч, при переходном — не менее 4500 м³/ч и при зимнем режиме не менее 2200 м³/ч свежего воздуха. Вагоны 1-го класса и кабины управления межобластной составности ДР1Б оборудованы системой кондиционирования.

### Интерьер вагонов

#### Пассажирский салон
- Количество мест для сидения в моторном вагоне с сиденьями 3 класса составляет 68, а в прицепном — 124 (в варианте без туалета — 128).
- В моторном вагоне имеются:
  - салон для пассажиров;
  - два тамбура;
  - машинное отделение;
  - кабина управления и служебное помещение.
- В прицепном вагоне:
  - салон для пассажиров;
  - два тамбура;
  - туалетное помещение (на ДР1А более новой постройки и ДР1Б расположено в моторном вагоне, за счёт уменьшения служебного помещения).
- В салонах устанавливались: в ранних модификациях — деревянные (как в Д1), а в более поздних — полумягкие двусторонние диваны; с одной стороны от центрального прохода — шестиместные, а с другой — четырёхместные. Над окнами имеются багажные полки. В некоторых модернизированных поездах вместо двухсторонних устанавливались односторонние сиденья по два с каждой стороны, ориентированные в одном направлении.
- Пассажирский салон отделён от тамбуров перегородками с раздвижными дверями. Окна пассажирских помещений с двойными стёклами пакетного типа имеют в верхней части открывающиеся форточки. Наличники окон выполнены из стеклопластика.
- Служебное отделение моторного вагона при необходимости можно использовать в качестве почтового или багажного отделения или организовать там буфет.
- Вагоны поездов ДР1Б 500-й серии выпускаются в межобластном варианте и имеют разные классы: Мг (3-й класс) + Пп (2-й класс) + Пп (1-й класс) + Пп (1-й класс и бар) + Пп (2-й класс) + Мг (3-й класс).

- Салоны 3 класса
- Салон головного вагона дизель-поезда ДР1-045 с общими сиденьями с кожаной обивкой
- Салон промежуточного вагона дизель-поезда ДР1А с общими пластиковыми сиденьями с разделёнными мягкими подкладками
- Салон дизель-поезда ДР1Б 500-й серии с разделёнными кожаными сиденьями с высокими полукруглыми спинками

- Салоны 1 и 2 класса
- Салон промежуточного вагона дизель-поезда ДР1А-230 с сиденьями 1 класса с откидными сидушками и баром
- Салон промежуточного вагона дизель-поезда ДР1А-275 с сиденьями 2 класса
- Салон промежуточного вагона дизель-поезда ДР1АЦ-219 с сиденьями 2 класса

#### Кабина управления
Кабина расположена в передней части головного вагона. Лобовые и боковые окна сделаны из безосколочного стекла и снабжены стеклоочистителями и электрообогревателями.
Для машиниста и его помощника установлены мягкие поворотные кресла с регулируемыми спинками, а на задней стене кабины — дополнительно укреплено откидное сиденье.
- В кабине размещены:
  - пульт с аппаратами управления, контрольно-измерительными и сигнальными приборами;
  - аппаратура системы радиооповещения пассажиров;
  - поездная радиостанция ЖРЗМ.

Отличия кабины ДР1Б 500-й серии:
- обновлённый дизайн;
- широкое применение пластиков и композитных материалов;
- кресла КЛ-7500;
- регулируемая светодиодная подсветка приборов;
- радиостанция РВ-1.1М «Транспорт»;
- скоростемер 3СЛ2М и локомотивная сигнализация заменены системой КЛУБ-У;
- многослойные электрообогревные лобовые стёкла;
- наличие системы автоматической противопожарной и охранной сигнализации.

- Поездка в кабине ДР1А-187
- Пульт машиниста дизель-поезда ДР1Б 500-й серии
- Управление дизель-поездом ДР1Б 500-й серии

## Служебные дизель-поезда
До создания серии ДР1 для служебных поездок по сети советских железных дорог применялияь автомотрисы, главным образом АС1 и АС1А. Новые дизель-поезда можно было использовать для тех же целей более комфортно. Некоторые составы были подвергнуты доработке (иногда изменения вводились в основном в планировку салона, а в некоторых случаях имело место серьёзное изменение конструкции).
Одним из наиболее известных составов, переведённых на служебную эксплуатацию, является опытный образец поезда ДР1А (ДР1А-405). Этот состав был построен двухсекционным, в композиции (Мг+Пп+Пг)+(Пг+Пп+Мг). По непроверенным данным в одном из промежуточных вагонов произошёл пожар. Впоследствии состав разъединили по секциям, а также перекомпоновали, вагоны с номерами 4051 (Мг) и 4057 (Пг) объединили в один двухвагонный состав, который и был переоборудован в служебный дизель-поезд. Изменениям подверглись салон и входные двери (удалены некоторые двери вагона Пг, проёмы закрыты корпусными панелями). Эксплуатация велась на территории Латвийской ССР (после распада СССР — в независимой Латвии).
Оставшиеся головные вагоны (номера 4053 и 4055) также объединили в двухвагонный состав, который получило начальство Юго-западной железной дороги (г. Киев). Помимо доработки салона в данном случае изменения коснулись входных дверей (некоторые заменили одностворчатыми, остальные удалили, закрыв их место корпусными панелями). Некоторое время этот состав эксплуатировался в Украинской ССР (затем — в независимой Украине) с изменённой маркировкой АДР1-405, однако затем маркировка была восстановлена.
Состав ДР1А-285 был переоборудован для начальства Львовской железной дороги. Изменения были настолько серьёзны, что можно говорить о создании нового поезда на базе старого.
Некоторые составы были ориентированы для служебной эксплуатации уже при изготовлении на РВЗ. Так, после постройки составов ДР1Б модели 63-555 для Белоруссии были созданы поезда для ОАО «РЖД» (ДР1Б-515 и ДР1Б-1515, о которых уже упоминалось в данной статье).

## Дизель-поезда, прошедшие модернизацию (КВР/КРП)
Одновременно с постройкой и приобретением нового подвижного состава во многих странах, эксплуатирующих составы серии ДР1, были развёрнуты программы по их глубокой модернизации, проведению капитально-восстановительного ремонта (КВР) либо капитального ремонта с продлением срока службы (КРП). При этом часто менялись дизайн вагонов и компоновка состава, а также обозначения. Иногда при этом менялась силовая установка.

### Дизель-поезда ДР1АМ в Латвии
В Латвии некоторые составы прошли КРП с заменой штатной силовой установки дизельным двигателем фирмы MTU модели 8V396TC14 (четырёхтактный, V-образный, восьмицилиндровый, мощность 475 кВт) с гидравлической передачей Voith L520rzU2. При этом много составов были разделены на две секции Мг + Пп + Пг (по аналогии с первым ДР1А и ДР1П 400-х номеров). Для этого два прицепных вагона оборудовались кабиной спрямлённого типа (применяемые на ДР1А с номера 318). КРП проводился на ООО RPM-RRA. Некоторые модернизированные составы получили обозначение ДР1АМ (латыш. DR1AM).
Модернизация проводилась не только для самой Латвии, но и для других стран. Например, ДР1А-183 из Грузии после модернизации поступил в ТЧ7 Тбилиси-Пассажирский (с маркировкой ДР1Ам-183, буква м — строчная); ДР1А-197 из депо Тернополь (Украина) поступил обратно как ДР1Ам-197 (буква м в маркировке таких поездов на Украине также выполняется строчной).

### Дизель-поезда ДР1Б, ДР1БЙот в Эстонии
В Эстонии некоторые дизель-поезда ДР1А подверглись модернизации по схемам, весьма схожим с применёнными в Латвии (без разделения и с разделением составов).
Составы с сохранённой после модернизации компоновкой Мг + 4×Пп + Мг (например, ДР1А-230) получили обозначение ДР1Б (эст. DR1B; не следует путать с ДР1Б 500-х номеров для БЧ и с ДР1Б-144). При этом поменялась нумерация вагонов (моторные получили номера в формате 37ХХ, прицепные в формате 47ХХ, где 37 (47) — серия вагона, а ХХ — инвентарный номер). Нумерация вагонов ДР1А (как и прочего подвижного состава в Эстонии) была изменена ещё до модернизации — форматы 36ХХ и 46ХХ соответственно).
Часть составов были разделены на две секции Мг + Пп + Пг, для чего два прицепных вагона каждого такого поезда были переоборудованы в прицепной головной. Такие составы также получили обозначение ДР1Б, причём прицепные головные вагоны обозначены ДР1БЙот (эст. DR1BJ). Иногда маркировку DR1BJ можно встретить и на моторных вагонах. Прицепные головные вагоны получили более современную кабину, однако, в отличие от модернизированных латвийских её дизайн больше идентичен кабинам электропоездов ЭР2 и ЭР9П выпуска со второй половины 1970-х годов. Также у головных прицепных вагонов передний тамбур был сдвинут на два окна в сторону кабины с удлинением заднего и укорачиванием переднего салона: если классические прицепные головные вагоны ДР1А имеют по 3 широких и 1 узкому окну в переднем салоне и по 7 широких окон в заднем основном, то у ДР1БЙот салоны имеют соответственно 1 широкое окно и 1 узкое у переднего и 9 широких у заднего (узкое окно за кабиной машиниста не используется под пространство салона). Эти вагоны получили номера в формате 27ХХ.
По непроверенным пока данным, также имеет место замена силовой установки с применением дизельных двигателей MTU.
С января 2014 года эксплуатация дизель-поездов данной модификации окончательно прекращена на Эстонских железных дорогах. Некоторые из них были проданы в другие страны, остальные были порезаны на металлолом..

### Дизель-поезда МДП (ДР1Л) в Беларуси
Часть дизель-поездов серии ДР1 белорусской приписки прошла доработку в депо Лида, также с разделением составов. Модернизации подвергались составы ДР1, ДР1П, ДР1А. Сначала обозначение типа поезда изменили на ДР1Л (Дизель-поезд Рижский, 1-й тип, доработанный в Лиде), но оно не прижилось.
Модернизированные составы, получившие в итоге обозначение МДП (Мини Дизель-Поезд, либо Малый Дизель-Поезд) формировались по схемам Мг + Пг либо Мг + Пп + Пг, причём каждая такая секция получила свой новый номер, начиная от 001. Известно о формировании десяти поездов МДП (номера от 001 до 010).
Дизайн кабин моторных вагонов не менялся (скруглённая форма); прицепные головные вагоны поездов МДП (кроме МДП-010) имеют такие же кабины. Они получены из моторных (а не из прицепных, как в Латвии и Эстонии) вагонов путём удаления машинного помещения, установки боковых секций с широкими окнами и организации там дополнительного пассажирского салона. Прицепной головной вагон состава МДП-010 изготовлен из прицепного вагона, поэтому он имеет такую же кабину спрямлённой формы, как у доработанных в Латвии прицепных вагонов.

### Дизель-поезда ДР1АЦ в Латвии
В 2015 году по заказу латвийской компании-перевозчика «Пассажирский поезд» (латыш. «Pasažieru vilciens») на Рижском вагоностроительном заводе 6 дизель-поездов ДР1А прошли глубокую модернизацию с частичным обновлением экстерьера и полным переоснащением интерьера и оборудования в соответствии с актуальными европейскими железнодорожными стандартами. В проекте модернизации совместно с РВЗ участвовали Даугавпилсский локомотиворемонтный завод, компании Ригас Дизелис (латыш. Rīgas Dīzelis DG) и Засулаукс (латыш. VRC Zasulauks). Для модернизации был использован один четырёхвагонный состав № 187 и пять ранее модернизированных трёхвагонных составов с прицепным головным вагоном № 185, 219, 227, 290 и 311 (всего было модернизировано 19 вагонов). Модернизированные составы получили обозначение ДР1АЦ (латыш. DR1AC)) без изменения номера. Обновлённому составу было присвоено заводское обозначение типа 63-580.
В ходе модернизации сохранены кузов и тележки оригинальных поездов, однако лобовая часть кабины головных вагонов была заменена на новую, конструктивно аналогичную применяемой на дизель-поездах ДР1Б 500-х номеров. Также были установлены новые двустворчатые прислонно-сдвижные двери на входах в пассажирские салоны, а между вагонами вместо старых металлических негерметичных переходов установлены новые герметичные переходы типа «гармошка». Кузов получает новую окраску с использованием малинового и серебристого цветов, а также чёрного цвета в лобовой части кабины.
Силовое и электрическое оборудование поезда было полностью заменено на новое. В качестве силовой установки использован дизель фирмы MTU и гидропередача Voith, также установлены новые тяговые редукторы Voith и применён новый винтовой компрессор. Для выработки электроэнергии в машинном отделении вместо приводимых главным дизелем генераторов установлен отдельный дизель-генератор E140D2CZ мощностью 140 кВА (с двигателем фирмы Deutz AG), выполненный по индивидуальному проекту для дизель-поезда. Оборудование цепей управления позволяет поездам ДР1АЦ эксплуатироваться по системе многих единиц как с другими поездами ДР1АЦ, так и с модернизированными ранее дизель-поездами ДР1А, у которых установлен дизель MTU более старого образца, хотя электрические схемы поездов ДР1АЦ и ранее модернизированных ДР1А абсолютно разные.
Серьёзному обновлению подвергся пассажирский салон, в котором была полностью обновлена отделка стен и потолки. В салоне установлены мягкие кресла красного цвета повышенной комфортности по два с каждой стороны, ориентированные вдоль направления движения с посадкой пассажиров друг за другом. В оконных проёмах установлены новые стеклопакеты. Между салоном и тамбуром вместо ручных установлены автоматические стеклянные двери с электроприводом, открываемые по нажатию кнопки. Применены современные вакуумные биотуалеты, которые появились в промежуточных вагонах. Салон оснащён новой системой кондиционирования, пожарной сигнализацией, камерами видеонаблюдения и информационными мониторами, показывающими маршрут поезда, остановки, скорость движения, температуру за бортом и в салоне. Обновлению подверглась и кабина машиниста, в которой установлен новый пульт управления, конструктивно близкий к пульту поездов ДР1Б, но оснащённый более современной микропроцессорной системой управления и дисплеями видеонаблюдения.
Первый дизель-поезд ДР1АЦ-219 был сертифицирован и введён в пассажирскую эксплуатацию в мае 2016 года. Вскоре начали эксплуатироваться и остальные составы.
- ДР1АЦ-219 со стороны головного прицепного вагона
- ДР1АЦ-219 со стороны головного моторного вагона

### Модернизированный дизель-поезд ДР1А-285
В 2004 году в депо Львов было решено провести уникальную модернизацию двух головных моторных вагонов дизель-поезда ДР1А-285, сформировав из них двухвагонный служебный дизель-поезд. Все промежуточные вагоны этого поезда были списаны, а моторные подверглись капитальной модернизации, в ходе которых один из них был переоборудован в прицепной.
В ходе модернизации у вагонов производилась установка новых обтекаемых кабин машиниста, замена окон, дверей и расположения тамбуров, установка новых межвагонных переходов, переоснащение интерьера кабины и пассажирского салона и ряд других модернизаций. У вагона, который был сохранён в качестве моторного, расположение кабины машиниста было изменено на противоположное — новая кабина устанавливалась на месте хвостового тамбура сразу за пассажирским салоном, а хвостовой тамбур перенесён на место старой кабины. У другого вагона тамбур и кабина сохранили расположение, однако машинное отделение было переоснащено в пассажирский салон, при этом четыре узких окна были сдвинуты назад и сближены, служебный тамбур машиниста и двери ликвидированы, а между кабиной и четырьмя боковыми окнами установлены широкие стёкла.
Лобовая часть кабины машиниста имеет панорамное остекление, сцепные устройства по торцам вагонов скрыты носовым обтекателем, а буферные фонари утоплены в корпус. Вместо двустворчатых раздвижных автоматических дверей установлены одностворчтатые ручные, при этом по высоте двери рассчитаны на высокие платформы, а для выхода на низкие платформы под ними имеются не прикрытые ступеньки. Крыша вагонов над бывшим пассажирским салоном поднята до уровня крыши над машинным отделением, однако в местах перехода старой крыши в новую появились впадины. Между вагонами установлен герметичный переход типа «гармошка».
Модернизированный двухвагонный поезд стал использоваться для инспекционных поездок руководства Львовской железной дороги и по состоянию на 2016 год продолжает эксплуатироваться.
- Вид спереди
- Кабина машиниста
- Пассажирский салон

## Дизель-поезда, созданные на базе серии ДР1

### Дизель-поезд ДР6
В 1990 году на РВЗ был построен дизель-поезд в тропическом исполнении для железных дорог Кубы. Состав получил обозначение ДР6 (Дизель-поезд Рижский, 6-й тип) и номер 250 (построен в единственном экземпляре) и был обозначен латиницей (DR6-250). По сравнению с серийными дизель-поездами типа ДР1А имел следующие отличия:
- наличие специальных (кадмиевых) покрытий практически на всех металлических частях поезда и его оборудования, защищающими от повышенной влажности и термитов;
- пониженный (в соответствии со стандартами Кубинских железных дорог) уровень автосцепок;
- европейская колея (1435 мм);
- несколько утолщённая ось колёсных пар ввиду изменения схемы приложения сил от колеи 1435 мм;
- отсутствие одного из двух дисков тормоза на моторной колёсной паре (тормозной путь был увеличен до 1000 м);
- новая форма лобовой части, имеющая примерно такую же кабину, как на ДР1А-168, но с прожектором, расположенным над лобовыми стёклами, а также с расположением белых и красных буферных фонарей над лобовыми стёклами.

Дальнейшая судьба состава доподлинно не известна. Известно лишь, что моторный вагон номер 1 (ДР6-2501) был разбит при аварии на переезде. По непроверенным пока данным РВЗ отказался восстанавливать состав, а разбитый вагон был в итоге заменён тепловозом. Предположительно состав состоял из четырёх вагонов (компоновка Мг + Пп + Пп + Мг). По состоянию на 2017 год известно только об одном сохранившемся прицепном промежуточном вагоне поезда ДР6 под номером 5002, использующегося для перевозки рабочих в составе ремонтного поезда, который базируется на станции Сан-Луис.

### Дизель-поезда ДРБ1, ДРБ1м и ДР1пТ с локомотивной тягой
В 1997 году Белорусской железной дорогой было решено использовать прицепные вагоны расформированных дизель-поездов семейства ДР1, моторные вагоны которых были списаны, для формирования дизель-поездов с локомотивной тягой. В качестве тяговых использовались секции грузовых двухсекционных тепловозов 2М62 и 2М62У производства Луганского тепловозостроительного завода, которые прошли модернизацию для возможности управления дверями и электроаппаратурой в вагонах. Эти дизель-поезда получили обозначение ДРБ1 (Дизель-поезд Рижский, Белорусской железной дороги, 1-й тип), а также ДРБ1м.
Первоначально дизель-поезда формировались из промежуточных прицепных вагонов поездов семейства ДР1 и двух секций тепловоза 2М62 или 2М62У. Однако поскольку мощность двухсекционного тепловоза была избыточной, в дальнейшем вместо одной из секций тепловоза стали использоваться головные прицепные вагоны с кабиной управления и вторым пассажирским салоном на месте машинного отделения. В большей части поездов в роли головного вагона используется переделанный моторный вагон поезда ДР1 — машинное отделение было переделано в пассажирский салон с установкой широких окон и срезанием выступающей части крыши до уровня остальной крыши вагона. В более поздних поездах в качестве головных используются изначально произведённые на заводе прицепные вагоны, аналогичные используемым в трёхвагонных дизель-поездах ДР1А. Головные вагоны наиболее поздних поездов серий ДРБ1 и ДРБ1м имеют такую же кабину управления, как и у ДР1А, начиная с номера 318.
Большинство поездов после формирования получили собственную нумерацию, исключение составили поезда ДР1-035, 038, 043, 044 и 049. Некоторые новые поезда с локомотивной тягой получили обозначение ДР1пТ, при этом основную часть вагонов в них составляют вагоны из поездов ДР1 с соответствующими номерами. Всего было сформировано 24 поезда — 12 поездов серии ДРБ1, 7 — ДРБ1м и 5 — ДР1пТ. Все поезда, за исключением ДР1пТ-044, ДРБ1м-12 и ДРБ1м-51 поступили для эксплуатации в депо Могилёв, оставшиеся 3 поезда — в депо Орша.

## Эксплуатация
Первоначально поезда поступали на железные дороги СССР — в разные республики. После распада СССР составы оказались уже в независимых государствах, куда продолжали поступать и далее (по мере продолжения выпуска серии на РВЗ).
Один состав (ДР1А-183) в 1999 году был передан из Эстонии в Грузию.
По состоянию на середину 2017 года большое количество дизель-поездов серии (в основном ДР1А) всё ещё находятся в эксплуатации. Значительная часть из них приходится на Белорусскую железную дорогу, где они приписаны к депо Орши, Бреста, Гомеля, Барановичей и обслуживают неэлектрифицированные участки железной дороги. Кроме Белоруссии, дизель-поезда этой серии в различных исполнениях работают в Латвии, Литве, Украине, Казахстане; незначительная часть эксплуатируется в России (например, на Северной и Октябрьской железных дорогах). Несколько составов до 2017 года эксплуатировались на Калининградской железной дороге, затем годные для эксплуатации поезда передали на Северную дорогу; один вагон поступил в музей в Калининграде. Ранее эксплуатировавшиеся в Эстонии дизель-поезда распроданы в Латвию, Казахстан и Таджикистан. Все поезда ДР1, выпущенные в период с 1963 по 1965 годы, списаны. Несколько ДР1 используются как служебные. Списаны почти все составы ДР1П. Последний ДР1П в Белоруссии был списан 5 июня 2017 года в депо Барановичи. Головные вагоны ДР1П-101 работают на Украине в составе, переобозначенном как ДР1А-013. Часть вагонов ДР1П-403 используются для служебных поездок в Азербайджане. Судьба ещё одного поезда (ДР1П-121, связанного с Саяно-Шушенской ГЭС) неизвестна. Выпущенные в период с 1966 по 1970 годы составы также в основном списаны, несколько переданы в железнодорожные музеи, некоторые из оставшихся работают в качестве служебных.
- Запуск дизеля и отправление ДР1А-187
- ДР1А-172 в шестивагонной компоновке
- ДР1П-098
- Сдвоенный поезд ДР1А-267+291 с моторными вагонами посреди состава. Головные прицепные вагоны имеют угловатые кабины, головные моторные - классические
- Расцеп сдвоенного состава из ДР1А-198-311 и ДР1А-210 с разными кабинами
- ДР1Б-502

## Сохранённые дизель-поезда
Поскольку в состав поезда входят вагоны трёх типов (Мг, Пп и Пг), то для достаточно полного представления для истории можно сохранять один моторный вагон с разными прицепными (Пп и Пг), то есть одну секцию от шестивагонного поезда.
Однако, по состоянию на 2017 год, имеются данные о сохранении только головных моторных вагонов и только поездов ДР1 и ДР1А с «классической» (применённой на ДР1 последних выпусков, ДР1П и первых ДР1А) и ДР1А со спрямлённой кабиной. Известно как минимум о шести дизель-поездах серии, вагоны которых были сохранены для истории:
- ДР1-032 (моторный вагон, ДР1-032 3) передан в Музей железных дорог России (Россия); окраска: белый верх и малиновый низ с серебристой полосой;
- ДР1-045 (моторный вагон, номер неизвестен) передан в Брестский железнодорожный музей (Беларусь); окраска: жёлтый верх и красный низ;
- ДР1-053 (моторный вагон ДР1-053 1) передан в Барановичский музей железнодорожной техники (Беларусь); окраска: жёлтый верх и красный низ;
- ДР1А-129 (моторный вагон ДР1А-129 3, при восстановлении перемаркирован в ДР1А-129 1) передан в музей Южной железной дороги на станции Харьков-Пассажирский (Украина); окраска: синий с белыми полосами;
- ДР1А-310 (моторный вагон ДР1А-310 3) передан в Самарский железнодорожный музей (при СамГУПС, Россия); окраска: голубой с красной полосой;
- ДР1А-322 (моторный вагон ДР1А-322 3 с кабиной спрямлённой формы) передан в музей Калининградской железной дороги (на Южном вокзале Калининграда, Россия); окраска: аналогична заводской (состав поставлялся в типовой для Калининградской железной дороги расцветке).

## Дизель-поезд в культуре

### Моделизм
Действующая четырёхвагонная модель дизель-поезда ДР1А в типоразмере H0 выпускалась в 1992—1993 годах производственным объединением «Сокол» (город Белгород).
- Вагоны H0-модели дизель-поезда ДР1А-138 от ПО «Сокол»
- Вагоны Мг и Пп
- Вагон Мг
- Вагон Пп

### Компьютерные игры
В компьютерной игре Half-Life 2 и её продолжении Episode One можно увидеть укороченные головные вагоны ДР1А, обозначенные, как ESD4. В игре вагоны обрезаны позади переднего пассажирского тамбура (пассажирский салон отсутствует и задняя тележка подкачена под конец моторного отсека) и используются вместо тепловозов для обычных прицепных пассажирских и грузовых вагонов локомотивной тяги, не унифицированных с ними по конструкции. На таком сборном поезде под тягой ДР1А Гордон Фримен прибывает в Сити-17 в начале Half-Life 2 (рядом стоит аналогичный поезд, но с товарными вагонами). В приквеле Half-Life: Alyx на железнодорожной станции встречается моторный вагон от ДР1А-224, а также несколько прицепных вагонов, однако их длина также сокращена по сравнению с реальной — они имеют всего 6 окон вместо 13. В совокупности с другими элементами городского пейзажа Сити-17 данные вагоны создают антураж, близкий к восточноевропейскому. Также в игре Electric trains поезда появляются на локации в побережье и выполнены в трёх-, четырёх- и шестивагонной составности.
В компьютерной игре Workers & Resources: Soviet Republic можно купить поезд ДР1А, у которого годы производства ДР1.
Также любителями было создано и выложено в интернет немало моделей этого дизель-поезда в виде дополнений к таким железнодорожным симуляторам, как Microsoft Train Simulator и Trainz. В этих дополнениях представлены ДР1 разных модификаций с разными формами кабины, вариантами окраски кузова, а зачастую и с разными вариантами отделки кабины машиниста.

### Киноиндустрия
Значительная часть фильмов была снята киностудиями тех республик бывшего СССР, где ДР1 наиболее широко использовались. Рижский дизель-поезд «снялся» в ряде картин Рижской киностудии:
- в чёрно-белом художественном фильме «До осени далеко»/«Līdz rudenim vēl tālu» (1964 г.) несколько эпизодов были сняты на заводе во время постройки «кругломордых» ДР1 первой серии. В частности, показана выкатка из цеха поезда ДР1-02;
- в фильме «Первое лето»/«Pirmā vasara» (1974 г.) по сюжету один из главных героев едет в купейном вагоне, однако на станции выходит из ДР1 позднего выпуска (либо ДР1П) в красно-кремовой окраске;
- в самом начале фильма «Мастер»/«Meistars» (1976 г.) в сцене на вокзале мимо перрона проходит ДР1 (серии с номером от 014 до 022);
- в киноленте «За стеклянной дверью»/«Aiz stikla durvīm» (1979 г.) в эпизоде на станции можно увидеть несколько поездов серии ДР1 (как изнутри, так и снаружи), в том числе ДР1А-405;
- в начале фильма «Вечерний вариант»/«Vakara variants» (1980 г.) главная героиня едет в дизель-поезде ДР1 (серии с номером от 09 до 022); тут же показан и салон вагона поезда;
- в заключительных сценах фильма «Чужой случай»/«Svešs gadījums» (1985 г.) можно увидеть изнутри и снаружи поезд ДР1А-200 в сине-серой окраске и с нанесённым на борта вагонов названием «Гауя»;
- в фильме «Последняя индульгенция»/«Pēdējā indulgence» (1985 г.) в сцене на вокзале (ближе к началу картины) зритель может наблюдать стоящий у перрона поезд серии ДР1 (возможно, ДР1П иди ДР1А);
- в фильме «Он, она и дети»/«Viņš, viņa un bērni» (1986 г.) есть эпизод, где главные герои едут в поезде серии ДР1;
- в фильме «Чужой»/«Svešais» (1988 г.) имеется эпизод в поезде серии ДР1, где можно увидеть интерьер пассажирского салона и тамбур;
- в нескольких сценах картины «Поворот сюжета»/«Sižeta pagrieziens» (1989 г.) присутствует дизель-поезд ДР1А-168, легко узнаваемый по уникальному дизайну лобовой части головного вагона.

ДР1 появлялся в фильмах студии «Беларусьфильм»:
- «Спеши строить дом» (1970 г.): ДР1-040 в сцене на переезде;
- «Меня зовут Арлекино» (1988 г.): эпизод в вагоне поезда серии ДР1 в начале картины.

Большое количество эпизодов с участием дизель-поездов (преимущественно ДР1А) имеется в литовском телесериале «Родня»/«Giminės» (1993—1997 гг.), а также в его продолжениях: «Поросль»/«Atžalos» (1998—2000 гг.), «Родня и…»/«Giminės ir…» (2001 г.), «Родня. 20 лет спустя»/«Giminės po 20 metų» (2011 г.) и «Родня. Жизнь продолжается»/«Giminės. Gyvenimas tęsiasi» (2014 г. — н. в.).
В числе фильмов, снятых на территории РСФСР, была четырёхсерийная картина «Голубка» (1978 г.), где действие происходит на строительстве Саяно-Шушенской ГЭС, и где в кадр попал поезд ДР1П-121. В российско-латвийском мини-сериале «Дама в очках, с ружьём, в автомобиле» (2002 г.) по одноимённому роману Себастьяна Жапризо одна из трёхвагонных секций поезда ДР1АМ-267 в фирменной раскраске Латвийских железных дорог и с логотипами LDz «сыграла» роль французского поезда.

### Комментарии
1. ↑  Для версии 1963 года. Обозначения других версий ДР1 (до появления ДР1П) требуют уточнения.
2. 1 2 3 4 5  Значения приведены для первых поездов серии ДР1 и могут отличаться у более поздних версий.